# Ла Пинеда
Ла Пинеда (от исп. el pino — «сосна») — город в провинции Таррагона Каталонского региона в Испании. Он расположен недалеко от Таррагоны, а расстояние до Барселоны составляет 112 км.

## Транспорт
Главное транспортное средство передвижения в Ла Пинеде — городской общественный автобус. Через центральную улицу Passeig de Pau Casals проходят несколько маршрутов от Таррагоны, Виллафортуны, Вила-Сека, Камбрильс, Салоу. На главной улице находятся пять остановок. Ещё одна остановка расположена на границе Ла Пинеды — на автодороге Ctra De La Costa (TV — 3146). Город не связан железнодорожным транспортом.

## Пляжи
- Плайя-де-ла-Пинеда — пляж, длиной 2,5 км и площадью пляжной зоны около 98 тыс. м². На пляже преобладает обширная зона отдыха с элементами природного ландшафта.
- Плайя-де-Эльс-Пратс — участок побережья, простирающийся от Плайя-де-ла-Пинеда до волнорезного сооружения.
- Плайя-де-ла-Рако — крупный пляж Ла Пинеды. Удостоен награды «Голубой флаг» за превосходные условия и развитую инфраструктуру непосредственно на пляжной зоне. На пляже имеется специально отведенное место для дайвинга.

## Достопримечательности

### Torre d’en Dolça
Исторический памятник культуры Испании XIV века, находящийся на спорной территорией между Порт Авентура и городом Салоу. Башня Torre d’en Dolça образует квадрат и в настоящее время поддерживает две из трёх оригинальных стен. Большая часть третьей стены частично реконструирована.

### «Сосны»
Металлическая инсталляция «Сосны» дизайнера Хавьера Марискаля — декоративный элемент променада Пау Казальс, ставший визитной карточкой Ла Пинеды.

### Aquopolis
Аквапарк «Aquopolis la Pineda» расположен на центральной улице. Площадь более 110 тыс. м². На территории аквапарка находится дельфинарий Aquopolis.